# Lista över insjöar i Simrishamns kommun
Detta är en lista över sjöar i Simrishamns kommun baserad på sjöns utloppskoordinat. Om någon sjö saknas, kontrollera grannkommunens lista eller kategorin Insjöar i Simrishamns kommun.

## Lista
| Namn          | Koordinat                                     | Sjöid         | VYID          | Yta (km²) | Strandlinje (km) | Höjd (m) | Maxdjup (m) | Volym (m³) | HARO  | Natura 2000 |
| ------------- | --------------------------------------------- | ------------- | ------------- | --------- | ---------------- | -------- | ----------- | ---------- | ----- | ----------- |
| Gyllebo sjö   | 55°35′51″N 14°11′27″Ö / 55.59758°N 14.19081°Ö | 616364-139767 | 616431-139823 | 0,338     | 3,66             | 67,3     |             |            | 88089 | Gyllebosjön |
| Råbockakorran | 55°40′31″N 14°05′50″Ö / 55.67519°N 14.09716°Ö | 617309-139254 |               |           |                  |          |             |            | 88089 |             |
| Torupa flo    | 55°42′12″N 14°10′39″Ö / 55.70332°N 14.17738°Ö | 617610-139766 |               |           |                  |          |             |            | 88089 |             |